# Solaris InterUrbino
Solaris InterUrbino – seria wysokopodłogowych autobusów międzymiastowych produkowanych od 2010 r. przez polskie przedsiębiorstwo Solaris Bus & Coach S.A. w Bolechowie-Osiedlu koło Poznania. W skład serii wchodzi zaprezentowany w 2009 r. Solaris InterUrbino 12 oraz zaprezentowany w 2012 r. Solaris InterUrbino 12,8. W tym samym roku została zaprezentowana także II generacja modelu 12-metrowego. Solaris InterUrbino stanowi następcę modelu Valletta. Jako autobus międzymiastowy ma konkurować z takimi pojazdami, jak m.in. Autosan Lider, Iveco Crossway, czy też Setra Multi Class. Większość wyprodukowanych pojazdów InterUrbino trafiła do takich państw, jak Włochy, Francja, Niemcy, czy też kraje skandynawskie.

## Historia

### Geneza

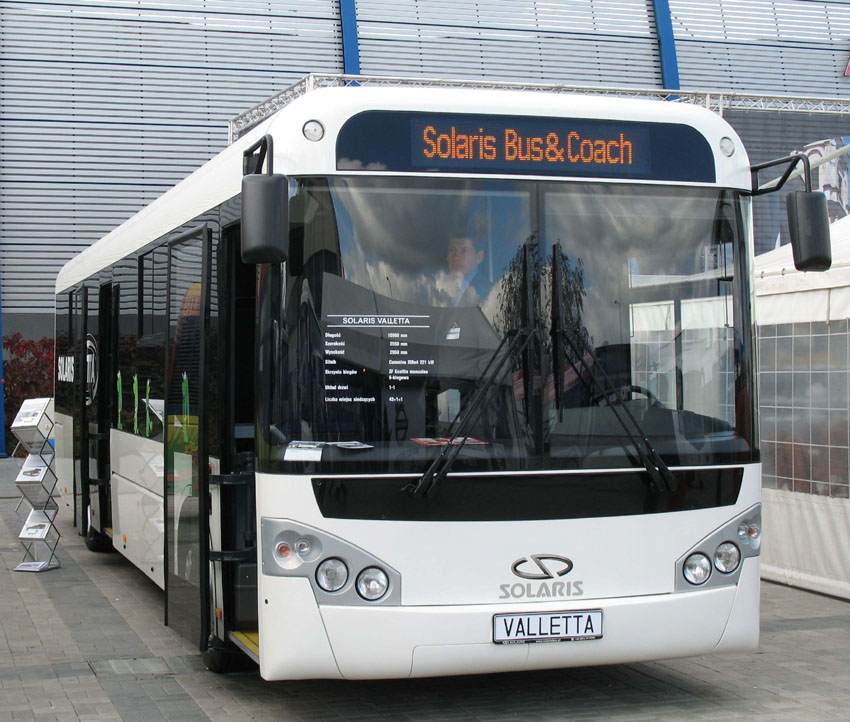
Solaris Valletta w Polsce

W 1994 r. Krzysztof Olszewski założył w Bolechowie-Osiedlu koło Poznania spółkę Neoplan Polska. Na potrzeby wygranego przetargu na dostawę 72 niskopodłogowych autobusów miejskich dla MPK Poznań w tym samym roku w Bolechowie rozpoczęto budowę nowej fabryki autobusów miejskich, a 22 marca 1996 r. z linii montażowej zjechał pierwszy autobus. Neoplan Polska produkował modele autobusów miejskich oraz autokarów na licencji niemieckiego przedsiębiorstwa Neoplan. W 1999 r. zaprezentowano model Solaris Urbino 12 – pierwszy autobus miejski z nowej rodziny Solaris Urbino, która szybko stała się najlepiej sprzedawanym autobusem miejskim w Polsce. W 2002 r. zaprezentowano pierwszy autobus międzymiastowy Solaris Valletta na potrzeby przewoźnika z Malty. Później autobus zaprezentowano także w 2007 r. w Polsce w wersji dla ruchu prawostronnego. Produkcja zakończyła się jednak na kilku egzemplarzach na rynek maltański i polski. W 2004 r. zaprezentowano natomiast kolejny model przeznaczony dla ruchu międzymiastowego – niskowejściowy model Urbino 12 LE. Później rozszerzono ofertę autobusów low entry o modele Urbino 8,9 LE oraz Urbino 15 LE. 
 

### I generacja (2009–2012)
Po nieudanej próbie wejścia na rynek autobusów międzymiastowych przez model Solaris Valletta, producent zdecydował się na opracowanie zupełnie nowej konstrukcji w stosunku do rodziny autobusów miejskich Urbino. Nowy model nazwany InterUrbino zaprezentowano podczas targów Transexpo w Kielcach we wrześniu 2009 r. Zachowano charakterystyczne elementy wzornictwa dla pozostałych autobusów Solaris – asymetryczną linię przedniej szyby, przednie reflektory w kształcie łzy, zintegrowany z przednią szybą świetlik tablicy kierunkowej, czy też dzielony na trzy części przedni zderzak. Charakterystycznym elementem designu nowego modelu była obniżona linia bocznych okien do poziomu bocznych klap bagażników, co nadało pojazdowi lekkości i nowoczesnej stylistyki z zachowaniem wszystkich proporcji, pomimo wyższego o ponad 200 mm nadwozia w stosunku do autobusów miejskich. Pod pokładem autobusu znalazł się bagażnik o pojemności 5,1 m³. W pojeździe mogły znajdować się maksymalnie 53 miejsca siedzące. We wnętrzu znalazły się także szklane półki na bagaż podręczny. Zastosowano kokpit kierowcy Actia, wykorzystywany już wcześniej w autobusach miejskich Solaris Urbino. W InterUrbino I generacji wykorzystywano silniki Cummins ISBe5 OBD2 o mocy 220 kW (299 KM) i maksymalnym momencie obrotowym 1 100 Nm, spełniające normę emisji spalin Euro 5 oraz sześciostopniową, mechaniczną skrzynię biegów ZF 6S 1010BO. Seryjna produkcja InterUrbino ruszyła w połowie 2010 r.
 

### II generacja (od 2012)
W czerwcu 2012 r. podczas wystawy Transport Publics w Paryżu Solaris zaprezentował nowy model międzymiastowy – Solaris InterUrbino 12,8 w wersji po faceliftingu. Dwa miesiące później na targach IAA Nutzfahrzeuge w Hanowerze zadebiutował natomiast InterUrbino 12 w nowym designie. Stylistykę II generacji modelu opracowało berlińskie biuro projektowe StudioFT. Całkowicie zmieniono design przedniej ściany autobusu, inaczej kształtując charakterystyczną dla autobusów Solaris asymetryczną linię przedniej szyby, zmieniono kształt opraw reflektorów w technologii LED. Zmieniono także kształt bocznej ściany – pozostawiono obniżoną linię okien, wprowadzono jednak zachodzące na nią wyraziste nadkola, nadające pojazdowi charakterystycznego dynamicznego wyglądu. Niewielkie zmiany objęły także tylną ścianę autobusu. Wnętrze autobusu w wersji 12-metrowej może pomieścić do 55 pasażerów na miejscach siedzących, a w wersji przedłużonej – do 59 (wg katalogu produktowego 2017/2018 wartości te wynoszą odpowiednio 53 i 55 miejsc). W obu wersjach nadwozia wejście na pokład możliwe jest za pomocą dwóch par drzwi w układzie 1-1-0 lub 1-2-0. Wnętrze autobusów II generacji dostępne jest w dwóch wersjach: standardowej bazującej na rozwiązaniach znanych z poprzedniej odsłony modelu przeznaczonej dla mniej wymagających klientów oraz o podwyższonym standardzie obejmującą m.in. podświetlenie sufitu w technologii LED, przeźroczyste półki na bagaż podręczny, regulowane fotele, czy też indywidualne nawiewy i oświetlenie. Zmiany konstrukcyjne objęły także jednostkę napędową. Początkowo model dostępny był z pięcioma różnymi jednostkami napędowymi spełniającymi normę emisji spalin Euro 5/EEV oraz czterema skrzyniami biegów – w wersji manualnej lub automatycznej. Od 2014 r. te jednostki napędowe zastąpiono inną gamą spełniającą normę Euro 6.
Pierwszym klientem, do którego trafił model InterUrbino II generacji był francuski przewoźnik Reunir Group, który zamówił 20 sztuk InterUrbino 12,8, w Polsce natomiast pierwszym odbiorcą zmodyfikowanego InterUrbino 12 było PKS Poznań. Szeroka gama wyposażenia dodatkowego i różne wersje napędu przyczyniły się do szybkiego wzrostu popularności modelu głównie na rynkach francuskim i włoskim, ale także w krajach skandynawskich. Solarisy InterUrbino trafiły też m.in. do Izraela. W 2016 r. Solaris rozpoczął realizację kontraktu dla włoskiego przewoźnika Cotral obsługującego połączenia regionalne w regionie Lacjum. Łącznie w latach 2016–2018 w ramach zamówienia trafiło 360 sztuk InterUrbino 12, co było największym jednorazowym zamówieniem na autobusy w historii producenta. W 2019 r. podpisano kolejną umowę pomiędzy Solarisem a Cotralem, na mocy której do włoskiego przewoźnika trafi do 300 kolejnych InterUrbino 12.

## Konstrukcja
|                                     |                            | I generacja                                                             | II generacja (Euro 6)                                                                          | II generacja (Euro 6)                                                                          |
| InterUrbino                         | InterUrbino 12             | InterUrbino 12,8                                                        |                                                                                                |                                                                                                |
| Wymiary i dane podstawowe:          | Wymiary i dane podstawowe: | Wymiary i dane podstawowe:                                              | Wymiary i dane podstawowe:                                                                     | Wymiary i dane podstawowe:                                                                     |
| ----------------------------------- | -------------------------- | ----------------------------------------------------------------------- | ---------------------------------------------------------------------------------------------- | ---------------------------------------------------------------------------------------------- |
| Długość                             | [mm]                       | 11 995                                                                  | 11 995                                                                                         | 12 855                                                                                         |
| Szerokość                           | [mm]                       | 2550                                                                    | 2550                                                                                           | 2550                                                                                           |
| Wysokość                            | [mm]                       | 3300                                                                    | 3300                                                                                           | 3300                                                                                           |
| Rozstaw osi                         | [mm]                       | 5900                                                                    | 5900                                                                                           | 6760                                                                                           |
| Zwis przedni / tylny                | [mm]                       | 2700 / 3395                                                             | 2700 / 3395                                                                                    | 2700 / 3395                                                                                    |
| Kąt natarcia / zejścia              | [°]                        | 7,7 / 7,3                                                               | 7,4 / 7,4                                                                                      | 7,4 / 7,4                                                                                      |
| Wysokość wejścia nad jezdnią        | [mm]                       | 350                                                                     | 350                                                                                            | 350                                                                                            |
| Dopuszczalna masa całkowita         | [kg]                       | 18 000                                                                  | 18 000                                                                                         | 18 000                                                                                         |
| Układ napędowy:                     |                            |                                                                         |                                                                                                |                                                                                                |
| Silnik                              |                            | Cummins ISBe5 OBD2 Euro 5                                               | 1) DAF MX-11 240 2) DAF MX-11 271 3) Cummins ISB6.7E6 310                                      | 1) DAF MX-11 240 2) DAF MX-11 271 3) Cummins ISB6.7E6 310                                      |
| Moc silnika                         | [kW]                       | 220                                                                     | 1) 240 2) 271 3) 231                                                                           | 1) 240 2) 271 3) 231                                                                           |
| Skrzynia biegów                     |                            | 6-stopniowa mechaniczna ZF 6S 1010BO                                    | Manualne: Eaton FSO 8406, ZF 6S101OBO, ZF Ecoshift; Automatyczne: Allison Torqmaic, ZF EcoLife | Manualne: Eaton FSO 8406, ZF 6S101OBO, ZF Ecoshift; Automatyczne: Allison Torqmaic, ZF EcoLife |
| Zbiornik paliwa                     | [l]                        | 250 (opcja: 340)                                                        | 250 (opcja: 350)                                                                               | 250 (opcja: 350)                                                                               |
| Zbiornik AdBlue                     | [l]                        | 40                                                                      | 40 (Cummins) 50 (DAF)                                                                          | 40 (Cummins) 50 (DAF)                                                                          |
| Podwozie i układ jezdny             |                            |                                                                         |                                                                                                |                                                                                                |
| Oś przednia                         |                            | oś niezależna ze stabilizatorem ZF RL 75 E                              | oś niezależna ze stabilizatorem ZF RL 75 E                                                     | oś niezależna ze stabilizatorem ZF RL 75 E                                                     |
| Oś tylna                            |                            | oś napędowa ZF A132                                                     | oś napędowa ZF A132                                                                            | oś napędowa ZF A132                                                                            |
| Układ smarowania                    |                            | ?                                                                       | centralny punkt smarowania – smar stały                                                        | centralny punkt smarowania – smar stały                                                        |
| Układ kierowniczy                   |                            | ?                                                                       | ZF Servocom                                                                                    | ZF Servocom                                                                                    |
| Hamulce                             |                            | EBS, ABS, ASR, hamulec postojowy, opcjonalnie: hamulec górski, retarder | EBS, ABS, ASR, hamulec postojowy; opcjonalnie: ESC, hamulec przystankowy, retarder             | EBS, ABS, ASR, hamulec postojowy; opcjonalnie: ESC, hamulec przystankowy, retarder             |
| Nadwozie i wnętrze                  |                            |                                                                         |                                                                                                |                                                                                                |
| Układ drzwi                         |                            | 1-1-0 1-2-0                                                             | 1-1-0 1-2-0                                                                                    | 1-1-0 1-2-0                                                                                    |
| Szerokość drzwi                     | [mm]                       | pojedyncze: 785 podwójne: 1350                                          | pojedyncze: 860 podwójne: 1350                                                                 | pojedyncze: 860 podwójne: 1350                                                                 |
| Liczba miejsc siedzących (maks.)    |                            | 53+1                                                                    | 53+1                                                                                           | 55+1                                                                                           |
| Pojemność bagażników (maks.)        | [m³]                       | 5,1                                                                     | 5,2                                                                                            | 6,2                                                                                            |
| Ogrzewanie przestrzeni pasażerskiej |                            | ?                                                                       | grzejniki konwektorowe, opcjonalnie: dmuchawy 2- lub 4-stopniowe, dodatkowy agregat grzewczy   | grzejniki konwektorowe, opcjonalnie: dmuchawy 2- lub 4-stopniowe, dodatkowy agregat grzewczy   |

1. 1 2 3  Wysokość całkowita z klimatyzacją
2. 1 2 3 4 5 6 7 8 9 10  Wersja wycofana z oferty producenta

Solaris InterUrbino częściowo bazuje na rozwiązaniach technicznych znanych z rodziny autobusów miejskich i podmiejskich Urbino. Konstrukcja szkieletu autobusu została wykonana ze stali odpornej na korozję, podobnie jak wykonane z niej lub z paneli aluminiowych ściany boczne.

### Układ napędowy i jezdny

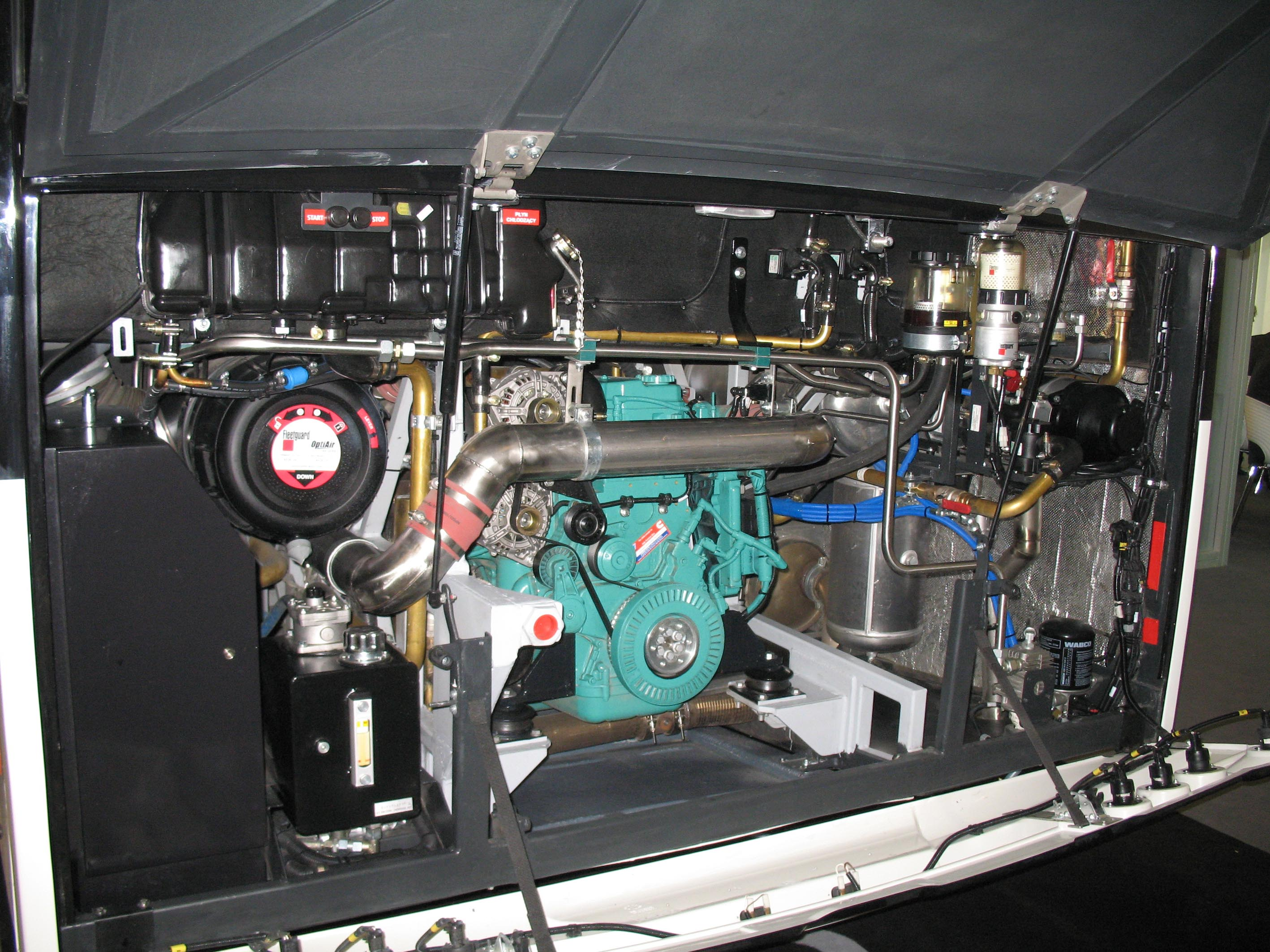
Silnik w InterUrbino I generacji

W I generacji InterUrbino dostępna była tylko jedna jednostka napędowa, na którą składał się silnik Cummins ISBe5 OBD2 spełniający normę emisji spalin Euro 5 zblokowany z manualną 6-stopniową skrzynią biegów produkcji ZF Friedrichshafen. Wraz z wprowadzeniem na rynek II generacji autobusów międzymiastowych Solaris włączono do oferty nową szerszą gamę silników. Początkowo do wyboru było pięć jednostek napędowych: DAF PR265 U2 EEV, Cummins ISB6.7, DAF PR lub Iveco Tector – wszystkie spełniające normę emisji spalin Euro 5/EEV. Przeniesienie napędu zapewniała jedna z pięciu dostępnych przekładni: manualna ZF lub Eaton albo automatyczna ZF Ecolife, Voith DIWA.5, bądź Allison Torqmatic. Wraz z wprowadzeniem silników Euro 6 zmieniono ofertę jednostek napędowych, która od tego czasu obejmowała dwa silniki: DAF MX-11 (w wersji o mocy 240 lub 271 kW) lub Cummins ISB6.7E6 (o mocy 231 kW), przy czym później zrezygnowano z produkcji autobusów z tą drugą jednostką. Zredukowano także dostępne opcje skrzyni biegów do automatycznej ZF Ecolife, zupełnie rezygnując z produkcji autobusów wyposażonych w przekładnię manualną. Niezależnie od generacji oraz długości autobusu, napęd przenoszony jest na oś napędową ZF A 132, natomiast z przodu wykorzystywana jest oś niezależna ze stabilizatorem ZF RL 75 E. Standardowo wykorzystywane jest zawieszenie na zaworach mechanicznych z funkcją podnoszenia o ok. 60 mm, opcjonalnie dostępny jest układ poziomujący ECAS II z funkcją przyklęku o ok. 70 mm i podnoszeniem o 60. Autobusy są wyposażone w ABS, EBS, ASR, ESP (dla I generacji jako opcja), opcjonalnie w retarder i hamulec przystankowy. Producentem układu hamulcowego jest firma Knorr. W Solarisie InterUrbino zastosowano układ kierowniczy ZF Servocom.

### Wnętrze i przestrzeń bagażowa
Aranżacja wnętrza oraz przestrzeni bagażowej w InterUrbino jest zbliżona do tej z modeli konkurencyjnych. Pod podłogą na wysokości 860 mm nad jezdnią znajdują się bagażniki o pojemności do 5,1–5,2 m³ (w zależności od generacji) w wersji 12-metrowej i do 6,2 m³ w wersji o długości 12,8 m, w zależności od wersji wyposażenia dodatkowego i układu drzwi. Wejście na pokład zapewniają dwie pary drzwi – pierwsze jednoskrzydłowe, a drugie w środkowej części pojazdu jedno- lub dwuskrzydłowe. W obu przypadkach istnieje możliwość zainstalowania w nich windy dla osoby niepełnosprawnej. Na pokładzie w wersji standardowej może znaleźć się maksymalnie 55 miejsc siedzących dla pasażerów, natomiast w wersji przedłużonej do 59. Odległość między oparciami siedzeń wynosi min. 68 cm. Od II generacji InterUrbino wprowadzono dwie wersje wyposażenia – oprócz standardowego wyposażenia obejmującego m.in. półki bagażowe, fotele z pasami bezpieczeństwa i standardowym oświetleniem wewnętrznym, dostępna była wersja premium z wygodniejszymi fotelami, indywidualnymi nawiewami i oświetleniem, podświetlanym sufitem w technologii LED, czy też szklanymi półkami na bagaż podręczny. Ogrzewanie przestrzeni pasażerskiej zapewniają grzejniki konwektorowe. Opcjonalnie pojazd można wyposażyć w nagrzewnice 2-stopniowe lub dodatkowy agregat grzewczy. W autobusie znajdują się wentylatory nadmuchowo-wyciągowe, jako opcja przestrzeń pasażerska oraz kabina kierowcy są klimatyzowane. Jako pulpit kierowcy w autobusach InterUrbino wykorzystuje się standardowy pulpit Actia montowany także w niektórych autobusach miejskich Solaris Urbino. Na stanowisku kierowcy montowany jest fotel ISRI przeznaczony do podróży na dłuższych dystansach.

## Produkcja i sprzedaż

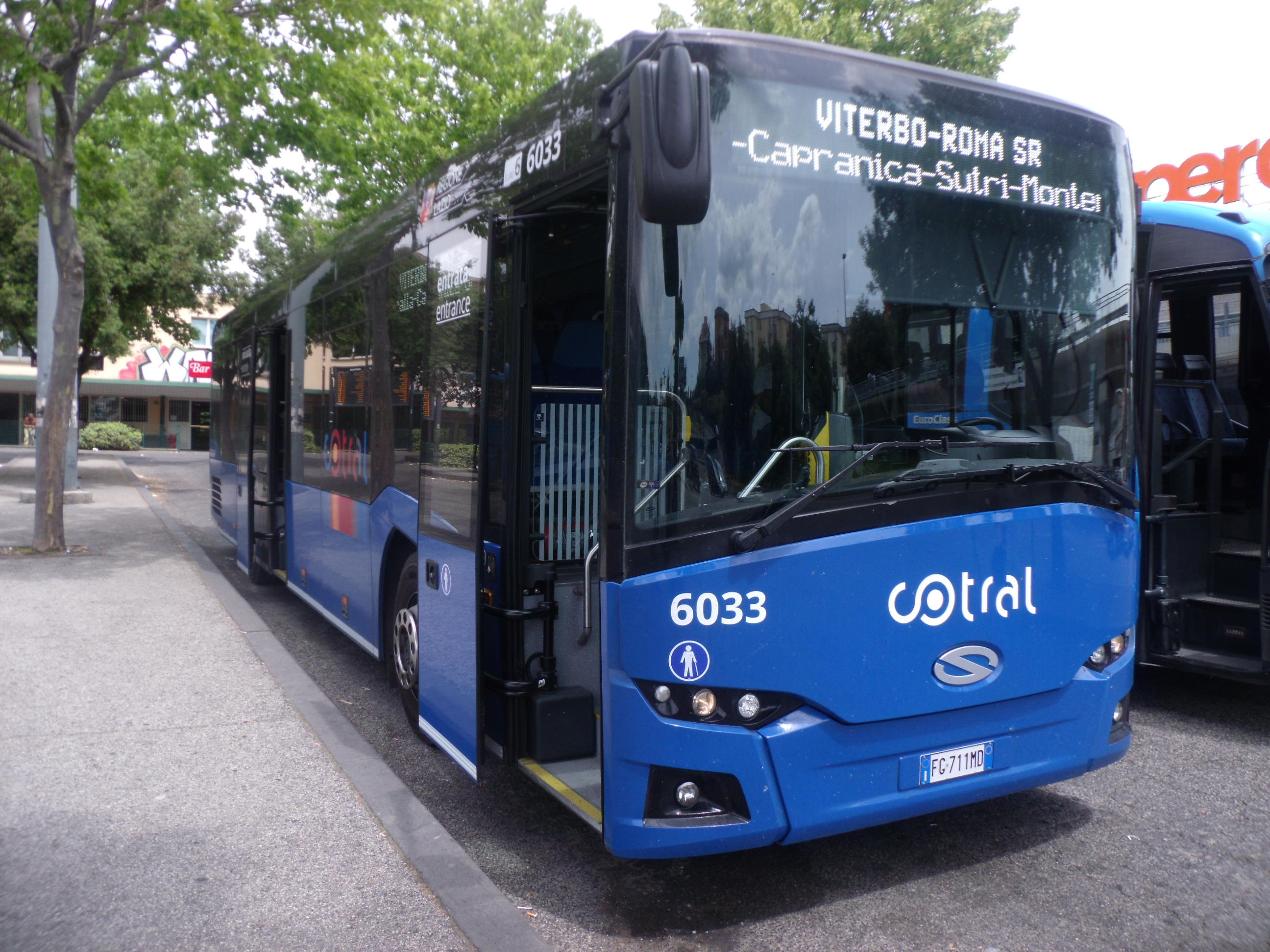
Solaris InterUrbino 12 II generacji w barwach Cotral

Produkcja modelu Solaris InterUrbino w fabryce w Bolechowie-Osiedlu koło Poznania rozpoczęła się w połowie 2010 r, natomiast w 2013 r. weszła do produkcji jego II generacja. Główne kierunki sprzedaży modelu InterUrbino to rynek francuski, krajów skandynawskich, niemiecki oraz przede wszystkim włoski, gdzie Solaris pozyskał dwa duże kontrakty na dostawę 360 oraz później 300 sztuk InterUrbino 12 II generacji. Odbiorcą jest przedsiębiorstwo Cotral obsługujące połączenia lokalne w regionie Lacjum. Pierwsze z tych zamówień było największym dotychczas zrealizowanym jednorazowym zamówieniem na autobusy w historii Solarisa (po dostawie 320 autobusów miejskich dla E.THE.L z Aten w 2009 r.). Wśród modeli konkurencyjnych do InterUrbino wymieniane są przede wszystkim takie konstrukcje, jak: Autosan Lider, SOR C 12, Iveco Crossway, Mercedes-Benz Intouro czy też Setra Multi Class.

## Nagrody i wyróżnienia
- Wyróżnienie na targach „Transexpo” 2009 w kategorii „Autobusy” dla Solarisa InterUrbino 12 I generacji[4].